# Vasoldsberg
Vasoldsberg là một đô thị thuộc huyện Graz-Umgebung bang Steiermark, nước Áo. Đô thị Vasoldsberg có diện tích 28,08 km², dân số thời điểm cuối năm 2012 là 4228 người.